# UTC+11
UTC +11:00 é o fuso onde o horário é contado a partir de mais onze horas em relação ao horário do Meridiano de Greenwich.

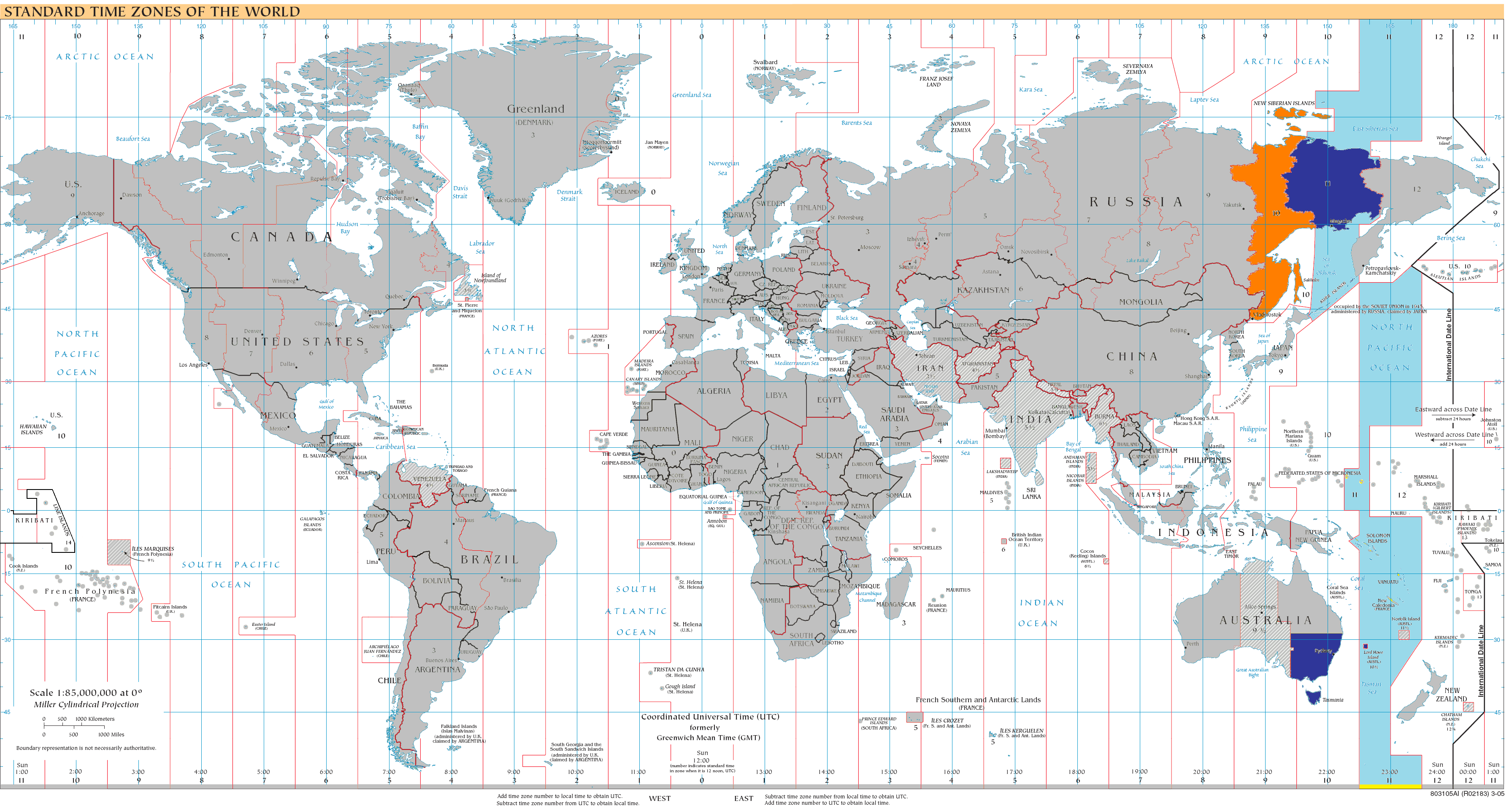
Mapa contendo as variações de tempo de acordo com a longitude, com a UTC+11:00 em destaque

Longitude ao meio: 165º 00' 00" L

## Países
- Austrália:
  -  Ilha Norfolk
- Estados Federados da Micronésia
  - Leste: Kosrae[1] e Pohnpei[2]
- Papua-Nova Guiné
  - Bougainville[3]
- Ilhas Salomão
- França:
  -  Nova Caledônia[4]
- Rússia
  - Zona 10: Magadã[5], Sacalina[6] e Srednekolimsk[7]
- Vanuatu[8]